# 白宮群英政治人物列表
本列表用於展示美國NBC電視劇集《白宮群英》中登場的主要政治人物，以下姓名及其職務均為電視劇虛構，並非代指現實生活。

## 聯邦政府
實際情況可參見：美國聯邦政府

### 行政機關

#### 內閣
- 總統

1. 約書亞·巴特勒——飾演者：馬丁·辛（任職年限：第一季至第七季，第五季第1集引用美國憲法第25修正案而短暫辭職。）

- 副總統

1. 約翰·霍伊尼斯——飾演者：提姆·馬特森（任職年限：第一季至第四季，因性醜聞而宣佈辭職。）
2. 鮑勃·羅素——飾演者：蓋瑞·柯艾 （任職年限：第五季至第七季，第七季競選民主黨總統提名人失敗。）

- 國務卿

1. 劉易斯·貝瑞希爾——飾演者：威廉·荻樊（任職年限：第四季至第七季。在約翰·霍伊尼斯辭職后曾被提名為副總統，但是因為擔心被國會拒絕而放棄。）

- 財政部部長

1. 肯·卡托——飾演者：康納德·貝克曼
2. 凱倫·布朗寧——飾演者：馬科斯·萊恩·羅斯

- 國防部長

1. 米爾斯·哈金斯——飾演者：斯蒂夫·賴安

- 司法部長

1. 丹·賴森——飾演者：雪莉·休斯頓
2. 阿蘭·費斯科——飾演者：狄倫·柏克

- 內政部長

1. 比爾·霍頓——飾演者：艾德蒙·沙飛

- 農業部長

1. 羅傑·崔比——飾演者：哈利·格羅內

- 商務部長

1. 米奇·布萊斯——飾演者：阿蘭·戴爾

- 勞工部長

1. 卡爾·瑞德
2. 傑克·貝克蘭

- 衛生與公眾福利部長[1]

1. 比利艾登

- 住房與城市發展部長

1. 狄波拉·歐拉里——飾演者：希·龐德
2. 比爾·費舍爾——飾演者：吉姆·簡森
3. 無名氏

- 運輸部長

1. 吉爾·凱特森

- 能源部長

1. 本·扎哈瑞恩
2. 比爾·特洛特
3. 傑拉爾德·狄羅伊——飾演者：特裡·博兹曼

- 教育部長[1]

1. 吉姆·凱恩

- 退伍軍人事務部長

1. 傑森·威孚

#### 其他行政機關成員
- 國務次長：西奧多·巴羅

- 民法助理檢察長（提名）：傑夫·佈雷肯裡奇

- 司法部民事法部門助理律師：馬丁·康納利

- 商務部助理部長（提名）：萊斯利·克萊爾

- 國務院助理國務卿：鮑勃·斯萊特利

- 國務院助理國務卿：艾比·鄧肯

- 運輸部負責聯邦航空事務的助理：詹姆斯·埃爾金絲

- 聯邦航空管理局局長：哈爾·加雷斯

- 美國軍醫處處長（英语：Surgeon General of the United States）：米莉森特·格裡菲斯醫生

- 能源部助理部長：傑拉爾德·威戈蘭德

##### 發言人
- 唐納德·莫拉萊斯：住房及城市發展部發言人

- 泰德·惠特尼：國務院發言人

- 蓋裡·桑德斯：能源部副發言人

#### 前美國總統
- 威爾·紐曼總統（民主黨）：巴特勒總統前任

- 歐文·拉希特總統（共和黨）：第五季去世

- 格倫·艾倫·沃肯代理總統（共和黨）：前眾議院議長，因第五季中巴特勒辭職而短暫接任總統職務。

### 立法機關

#### 眾議院

##### 眾議院議長
- 吉姆·霍納（共和黨） 1997年-2001年
- 格倫·艾倫·沃肯（共和黨） 2001年-2003年
- 傑夫·哈弗里（共和黨） 2003年-2007年
- 邁克·塞爾納（民主黨） 2007年-